# قهرمان خودساخته
قهرمان خودساخته (فرانسوی: Un héros très discret‎) فیلمی به کارگردانی ژاک اودیار است که در سال ۱۹۹۶ منتشر شد.

## داستان
مردی بدون اینکه نقشی در نهضت مقاومت فرانسه داشته باشد، پس از جنگ خود را به عنوان یکی از قهرمانان نهضت جا می‌زند و اعتبار زیادی کسب می‌کند.

## بازیگران
- متیو کاسوویتس
- آلبرت دوپنتل
- ژان لویی ترنتینیان
- آنوک گرینبرگ
- فرانسوا برلئان
- ایو وِرووِن

## جوایز و افتخارات
- برنده جایزه بهترین فیلمنامه در جشنواره فیلم کن ۱۹۹۶
- نامزد نخل طلا جشنواره فیلم کن ۱۹۹۶
- برنده جایزه بهترین فیلمنامه در جشنواره فیلم استکهلم